# Kim Če-rjong
Kim Če-rjong, korejsky: 김재룡 (* 1939 Čagang) je severokorejský politik, který byl 11. dubna 2019 jmenován premiérem Korejské lidově demokratické republiky. Je také členem Nejvyššího lidového shromáždění.

## Kariéra
Relativně málo je známo o Kimově kariéře před jeho vstupem do politiky. Před jeho zvolením do premiérského postu zastával pozice v politických oddělení v několika různých průmyslových továrnách. Kolem roku 2007 byl jmenován jako tajemník výboru Korejské strany práce pro provincii Severní Pchjongan. V roce 2015 byl dočasně pověřen funkcí tajemníka výboru pro provincii Chagang a následně tuto pozici řádně vykonával mezi lety 2016 a 2019. V roce 2016 se Kim stal členem ústředního výboru strany.

## Premiér
Dne 10. března 2019 byl Kim zvolen do Nejvyššího lidového shromáždění v parlamentních volbách. Během prvního zasedání 14. Nejvyššího lidového shromáždění, které se konalo méně než měsíc po volbách, byl Kim jmenován premiérem, a tak nahradil na postu Pak Pong-ču. Byl také zvolen členem politbyra a Ústřední vojenské komise.